# Katarina Kresal
Katarina Kresal (ur. 28 stycznia 1973 w Lublanie) – słoweńska polityk i prawniczka, przewodnicząca Liberalnej Demokracji Słowenii, minister spraw wewnętrznych (2008–2011).

## Życiorys
Ukończyła szkołę średnią Gimnazija Bežigrad w Lublanie. W 1999 została absolwentką prawa na Uniwersytecie Lublańskim. Odbyła staż w Sądzie Najwyższym, pracowała następnie jako urzędniczka sądu rejonowego w Lublanie oraz w prywatnych przedsiębiorstwach.
W maju 2007 przedstawiła swoją kandydaturę na przewodniczącą Liberalnej Demokracji Słowenii. W czerwcu 2007 została wybrana na to stanowisko głosami 287 na 329 oddanych. W wyborach w 2008 uzyskała mandat posłanki do Zgromadzenia Narodowego, z którego wkrótce zrezygnowała w związku z objęciem w listopadzie tegoż roku stanowiska ministra spraw wewnętrznych w koalicyjnym rządzie Boruta Pahora. W 2011 nie uzyskała reelekcji do parlamentu krajowego. W tym samym roku zakończyła pełnienie funkcji ministra, a także zrezygnowała z kierowania partią.